# Vladimir Lorcenkov
Vladimir Lorcenkov (în rusă Владимир Владимирович Лорченков; n. 14 februarie 1979, Chișinău, RSS Moldovenească, URSS) este un romancier și jurnalist moldovean de limbă rusă.

## Biografie
Fiul unui ofițer din Armata Roșie și al unei bibliotecare, Lorcenkov a petrecut primii 12 ani ai vieții sale mutându-se în diverse țări ale Uniunii Sovietice (Belarus, Ucraina, Rusia, inclusiv în Siberia și în Nordul Îndepărtat⁠(d)), dar și în Ungaria și Mongolia. Familia sa s-a stabilit definitiv în Chișinău între 1991 și 1994. A absolvit Universitatea de Stat din Moldova cu o diplomă în jurnalism.
A început să publice lucrări literare în 2002 în diverse reviste și ziare rusești și moldovenești. A lucrat ca jurnalist, specializându-se în domeniul criminalității și corupției, și a fost responsabil de comunicarea unei companii de turism. A câștigat notorietate în 2008 cu romanul său Все там будем („Tot ce va fi acolo”), tradus în 12 limbi, inclusiv în limba franceză sub titlul Des mille et une façons de quitter la Moldavie. Cartea a fost apreciată pentru tonul său satiric, dar și pentru criticile aduse Moldovei contemporane, ceea ce i-a adus câteva probleme legale.
În 2014, datorită situației politice instabile din Moldova, Lorcenkov a emigrat în Canada, unde a lucrat ca docher în Montreal, continuându-și activitatea literară. În 2016, trei dintre romanele sale au fost traduse în franceză, iar în 2017 a publicat un roman satiric despre imigrarea și separatismul din Quebec, intitulat Taun Daun.
În 2023 a început să publice traduceri ale scriitorilor francezi din perioada interbelică.

## Opinii
Într-un interviu pentru Adevărul din 2015, Lorcenkov declara: „A susține Novorosia și pe Putin nu este același lucru. Eu, de exemplu, nu îl susțin pe Putin, îmi dau seama că acest om, pentru a nu pierde puterea, este nevoit, sub presiunea puternică a societății, să facă ceva pentru apărarea intereselor ruse. Dar susțin Novorosia. Novorosia este ceva frumos, este începutul Reconquistei ruse. Susținerea acesteia este un pecete, prin care totul devine limpede cu privire la omul din societatea rusă. De ce sunt «pro»? Datorită Novorosiei, va înceta să existe statul Ucraina, iar acest lucru este în interesul poporului rus. Este un stat rău, de esență africană și profund ostil poporului rus, este un stat construit pe teritoriile ruse și din contul populației ruse, din maloroși (ucraineni) spălați pe creier, pentru a amenința în mod constant granițele Rusiei. Ucraina nu a existat niciodată în istorie ca stat independent. A fost inventat de bolșevici, cum a fost inventată «limba moldovenească» și a fost creat din teritoriile vecinilor (Rusia, Polonia, România). Din fericire, timpul acestui proiect bolșevic este pe sfârșite.". 
El a declarat însă că susține unirea Republicii Moldova cu România: „Aș vota cu bucurie pentru unirea Moldovei cu România. Consider că aceasta este unica modalitate prin care este posibilă schimbarea spre bine a situației locuitorilor din Moldova. Românii demult ar trebui să treacă Prutul și să se oprească pe Nistru. Dacă românii sunt cu adevărat frați cu moldovenii, așa cum pretind, este de datoria lor să o facă. Românii trebuie să-și pună întrebarea: de ce moldovenii ar merita o asemenea soartă cumplită. De ce acest popor european trăiește ca într-un stat corupt din Africa? Cetățenii moldoveni, de toate naționalitățile, suferă în ghearele acestor «ghimpu», «voronini», «gaburici», «dabiji», «dodoni» «leancă», «plahotniuci», acestor oameni de «dreapta» și «stânga», «pro-români» și «pro-ruși», dar care nu sunt altceva decât un roi de șerpi-nași, cumetri și fini. Români, dacă moldovenii vă sunt frați, salvați-vă frații!".